# 성호고등학교
성호고등학교(城湖高等學校)는 대한민국 경기도 오산시 원동에 위치한 공립 고등학교이다.

## 학교 연혁
- 1996년 1월 13일 : 성호고등학교 설립인가(남녀 30학급)
- 1996년 3월 1일 : 초대 김호익 교장 취임
- 2003년 4월 28일 : 학생체육관 준공
- 2003년 7월 31일 : 정보화도서실(서랑) 준공
- 2007년 5월 20일 : 학생식당 2층 증축 준공
- 2009년 3월 1일 : 학교자율화 정책 연구학교 운영
- 2020년 9월 1일 : 제8대 김문석 교장 취임
- 2024년 1월 5일 : 제26회 졸업식(10학급 285명)
- 2024년 3월 4일 : 제29회 입학식(10학급 331명)

## 참고 자료
- 성호고등학교 - 한국교육학술정보원 학교알리미